# Triple P
Triple P (engl. für Dreifaches P von Positive Parenting Program) ist ein auf verhaltenstherapeutischer sowie klinisch-psychologischer Grundlage aufbauendes Erziehungsprogramm. Es wurde von Matt Sanders und seiner Arbeitsgruppe an der University of Queensland in den 1980er Jahren entwickelt, um Eltern bei der Erziehung ihrer Kinder zu helfen.

## Inhalte und Struktur
Triple P beinhaltet eine Zusammenstellung gängiger und evaluierter Erziehungsbestandteile. Das Programm gibt Anregungen und Tipps zur Förderung der Eltern-Kind-Beziehung, zur Förderung der kindlichen Entwicklung und auch zum Umgang mit problematischem Verhalten. Die Ansätze und Methoden von Triple P basieren zum großen Teil auf der modernen Verhaltenstherapie und der Selbstmanagement-Therapie von Frederick Kanfer. Im Mittelpunkt des Programms steht die Interaktion (besonders die Kommunikation) zwischen Eltern und Kind. Laut Triple P reichen unter Umständen schon kleine Veränderungen im Verhalten von Eltern, um die gesamte Familiensituation zu verbessern.
Um möglichst viele Eltern zu erreichen, wurden mehrere Interventionsebenen entwickelt. Diese reichen von primärer/universeller (für alle Familien) und sekundärer/selektiver (für Familien mit Risikofaktoren) bis zu tertiärer/indizierter (Kinder zeigen erste Anzeichen anormalen Verhaltens) Prävention bzw. Intervention. Es gibt unterschiedliche Angebote für Eltern von jüngeren Kindern, Eltern von Teenagern und Eltern von Kindern mit Behinderungen.

## Ziele
Das Programm ist präventiv ausgerichtet und soll vor allem liebevolle Beziehungen zwischen Eltern und Kindern fördern. Es soll Eltern helfen, wichtige Werte, Fähigkeiten sowie Verhaltensweisen bei Kindern zu fördern. Das Programm möchte effektive Erziehungsfertigkeiten vermitteln, um mit verschiedenen Erziehungssituationen besser umgehen zu können. Grundlage hierfür sind liebevolle Zuwendung und eine angemessene Kommunikation.
Triple P will außerdem dazu beitragen, dass Kinder lernen, Grenzen zu akzeptieren und mit Enttäuschung umzugehen. Je weniger verbindliche Werte und Regeln es gebe und je individueller sich die Lebensläufe in einer Gesellschaft gestalteten, desto wichtiger sei die Fähigkeit zur Selbstkontrolle und Selbstregulation (Psychologie). Dazu gehöre auch die Entwicklung von Selbstbewusstsein, Selbstwertgefühl, Selbstsicherheit und ein kompetenter Umgang mit den eigenen Gefühlen. Den Eltern wird dazu empfohlen (auf Grundlage der positiven Erziehung) konsequent, konstant, direkt und entschieden auf das Verhalten der Kinder zu reagieren.

## Prinzipien
Triple P verfolgt, wie viele andere Erziehungsprogramme auch, die Grundprinzipien der positiven Erziehung. Darauf aufbauend ergeben sich für Triple P folgende Handlungsvorschläge für den Erziehungsalltag:
1. Zur Entwicklung einer positiven Beziehung zum Kind wird empfohlen,
  - gezielt wertvolle Zeit mit seinem Kind zu verbringen,
  - viel mit dem Kind zu reden,
  - Zuneigung zu zeigen.
2. Zur Förderung von wünschenswertem Verhalten wird empfohlen,
  - sein Kind beschreibend zu loben,
  - seinem Kind bewusste Aufmerksamkeit für erwünschtes Verhalten zu schenken und
  - für spannende Beschäftigungen zu sorgen.
3. Zur Vermittlung neuer Fertigkeiten oder Verhaltensweisen wird empfohlen,
  - seinem Kind ein gutes Vorbild zu sein,
  - „beiläufiges Lernen“ zu nutzen, wenn das Kind sich für bestimmte Dinge interessiert oder Fragen stellt,
  - „Fragen-Sagen-Tun“ zu nutzen, indem komplizierte Handlungen in kleine Schritte unterteilt und dem Kind durch Fragen, Erläuterungen und Vormachen einzelne, kleine Schritte beigebracht werden,
  - Punktekarten zu nutzen, um die Motivation des Kindes zu erhöhen, neu Erlerntes beizubehalten.
4. Als Möglichkeiten und Vorstellungen zum Umgang mit problematischen, wie z. B. aggressiven Verhaltensweisen (auf der Grundlage der wichtigen Punkte 1–3) wird empfohlen,
  - Familienregeln aufzustellen,
  - das direkte Ansprechen zu benutzen, wenn eine Regel gebrochen wird,
  - bei leichtem Problemverhalten, das darauf abzielt, Aufmerksamkeit zu erhalten (jammern, herumalbern, …) absichtliches Ignorieren einzusetzen,
  - Aufforderungen und Anweisungen klar und ruhig zu geben und darauf zu achten, nicht zu schwere und nur solche zu geben, die einem wirklich wichtig sind,
  - ruhig zu bleiben, sich konsequent zu verhalten und entschieden zu reagieren sowie Konsequenzen zu verwenden, die im Zusammenhang mit dem Fehlverhalten des Kindes stehen,
  - Erziehungsmittel wie „Stille Zeit“ und „Auszeit“ (Time-out-Technik).
5. Als Möglichkeiten, sein Kind zu fördern und zu unterstützen, wird empfohlen,
  - die Bemühungen und Erfolge seines Kindes zu loben,
  - seinem Kind zu zeigen, dass es einem wichtig ist,
  - seinem Kind zu helfen, gute Freunde zu gewinnen,
  - sein Kind zu ermutigen, sich Ziele zu setzen, Dinge für sich selbst zu tun und das Erreichte zu bewerten,
  - sein Kind zu ermutigen, seine Ideen zu äußern und Entscheidungen zu treffen,
  - seinem Kind zu helfen, mit seinen Gefühlen umzugehen, realistisch zu denken und optimistisch zu sein,
  - seinem Kind beizubringen, Probleme selbständig zu lösen.[2]

## Organisation
Lizenzinhaber ist die University of Queensland in Brisbane. Seit 1999 wird der Markenname Triple P von der PAG Institut für Psychologie AG in Deutschland verwendet. Fast deutschlandweit werden Seminare, Lizenzierungen und Kurse angeboten. Diese sind in der Regel kostenpflichtig. Triple-P-Projekte gibt es auch in der Schweiz, Österreich und weiteren Ländern wie Belgien, England, Kanada und Niederlande.

## Kritik
Der Kinderpsychiater Günther Deegener und der Erziehungswissenschaftler Klaus Hurrelmann befürchteten aber, dass das Programm die grundsätzlich begrüßenswerten Inhalte durch die in bestimmten Situationen empfohlene temporäre (altersabhängig ca. 1 bis 5 Minuten) Trennung des Kindes von den Eltern – in der Erziehungsmethode als Auszeit bezeichnet – in das Gegenteil verkehren könne. Dadurch würden dann rigide Erziehungshaltungen begünstigt. Den Ratschlägen hafte außerdem ein mitunter funktionales Regelverhalten an. Bei Fehlverhalten der Kinder werde ein schemenhaft aufeinander aufbauender Maßnahmenkatalog empfohlen. Kindliches und normales Verhalten würde von Eltern als Fehlverhalten beschrieben, da es die Eltern stören könnte.

„Heute, fast drei Jahre später, habe ich durch wissenschaftliche Kongresse und Fachkontakte einen detaillierteren Eindruck vom Programm Triple P gewonnen. Meiner Ansicht nach handelt es sich um ein sehr ausgereiftes Programm, das sich in hunderten von Fällen inzwischen sehr gut bewährt hat. Positiv finde ich auch die intensiven Anstrengungen, die Effekte des Programms durch abgesicherte wissenschaftliche Studien zu evaluieren. Unter Leitung von Prof. Kurt Hahlweg von der Universität Braunschweig wird hier vorbildliche Arbeit geleistet, die man sich auch für andere Erziehungsprogramme nur wünschen kann.“

Bei der Diskussion um Erziehungsansätze ist auch der Wertewandel in diesem Bereich von der autoritären Erziehung der Kriegs- und Vorkriegszeit über Laissez-faire-Ansätze in den 1960er- und 1970er-Jahren bis hin zur modernen autoritativen (auch demokratischen oder partizipativen) Erziehung zu beachten. Triple P wurde als autoritativer Ansatz entwickelt. Einige Kritiker, wie z. B. Günther Deegener, sehen eine zu starke Betonung autoritärer Elemente.